# Lotyšská kuchyně
Lotyšská kuchyně je tradiční kuchyně na území Lotyšska. Je ovlivněná svými baltskými sousedy (Litva a Estonsko) a kuchyněmi někdejších dobyvatelů země (Rusko a Bělorusko). Připravovaná jídla jsou vydatná, často velmi tučná, ale málo kořeněná.
Základní potravinou je vepřové maso, nejčastěji jako kotleta, smažený řízek nebo s houbovou omáčkou. Národním jídlem je nasládlý žitný chléb (rupjmaize) a také bramboráky (kartupeļu pankūkas). Stejně jako v ostatních baltských zemích jsou oblíbené palačinky (pankūkas) a pelmeně. Mléko a mléčné výrobky jsou další často konzumovanou potravinou. Patří mezi ně zakysaná smetana (skābais krējums), zakysané mléko (rūgušpiens), sýry (siers) nebo tvaroh (biezpiens).

## Suroviny
Lotyšská kuchyně používá hodně masa, nejběžnější je maso vepřové a výrobky z něj, klobásy a sádlo. Lotyši také využívají Baltské moře a konzumují nalovené ryby, sledě, šproty nebo mořské štiky. V oblibě jsou i ryby sladkovodní, pstruzi, lososi, úhoři. Jejich zpracování je velmi pestré, včetně uzení nebo nakládání syrových ryb do nejrůznějších láků.
Nejpoužívanější potravinou jsou brambory, dále pak pšenice, ječmen, kapusta nebo cibule. Oblíbené jsou lesní plody, houby, med a ořechy. V lotyšské kuchyni najdeme také mnoho mléčných výrobků. Kefír se dokonce prodává i v restauracích jako nealkoholický nápoj. Také vejce jsou další oblíbenou surovinou, kterou lotyšská kuchyně hojně využívá.
Koření není příliš používané a jídlům se ponechává jejich přírodní chuť. Využívá se především černý pepř, kopr, kmín.

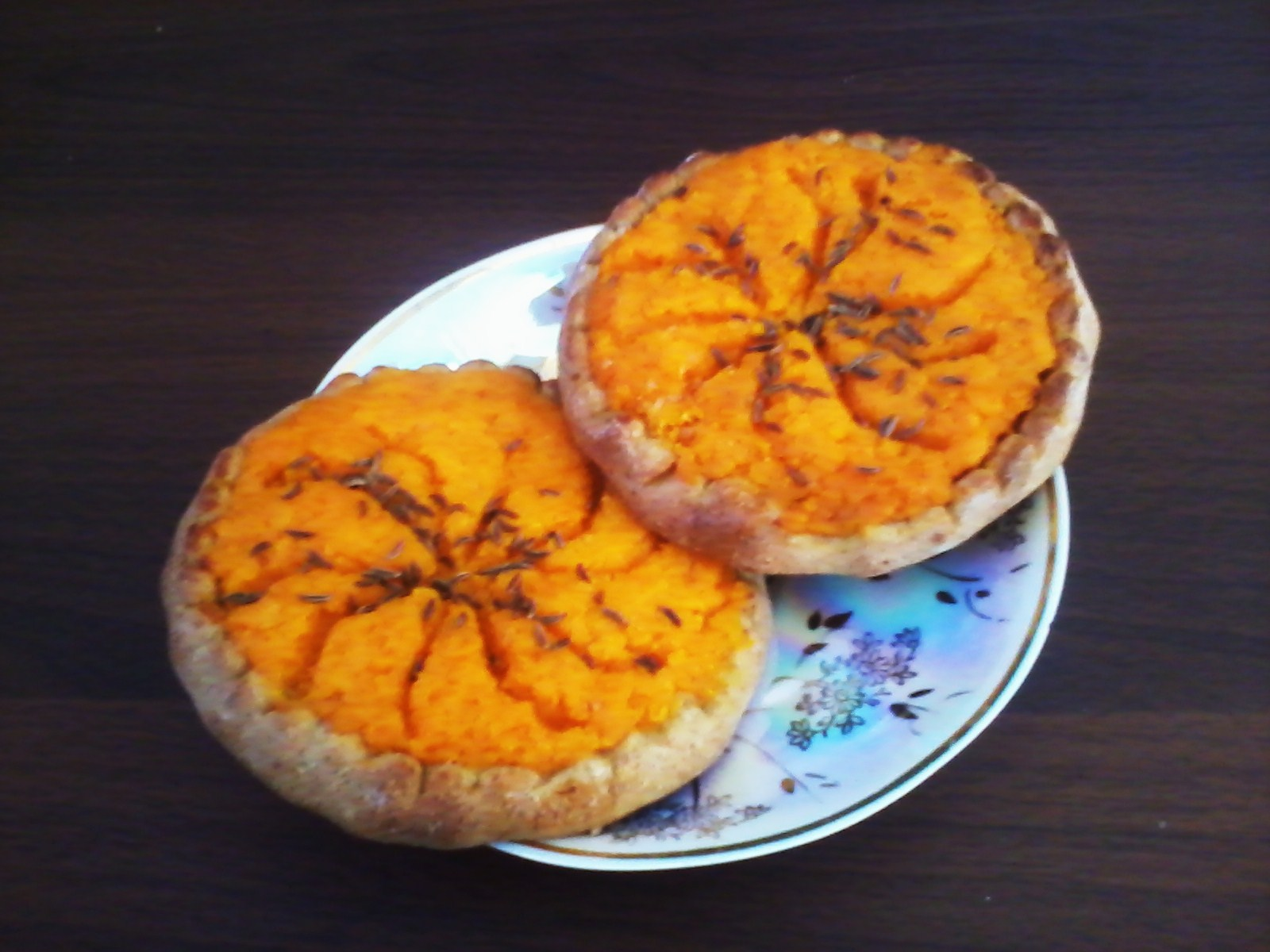
Sklandrausis
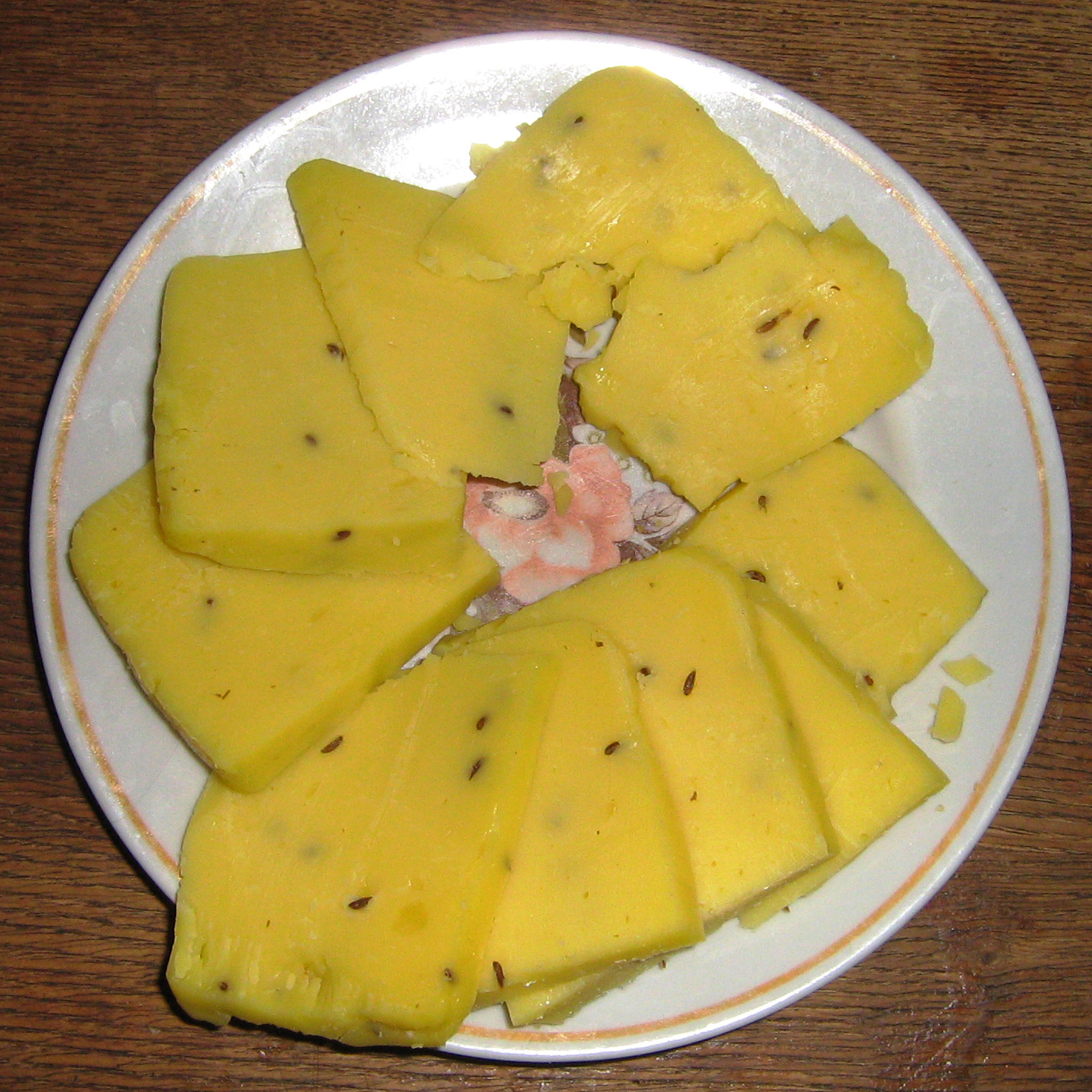
Jánský sýr
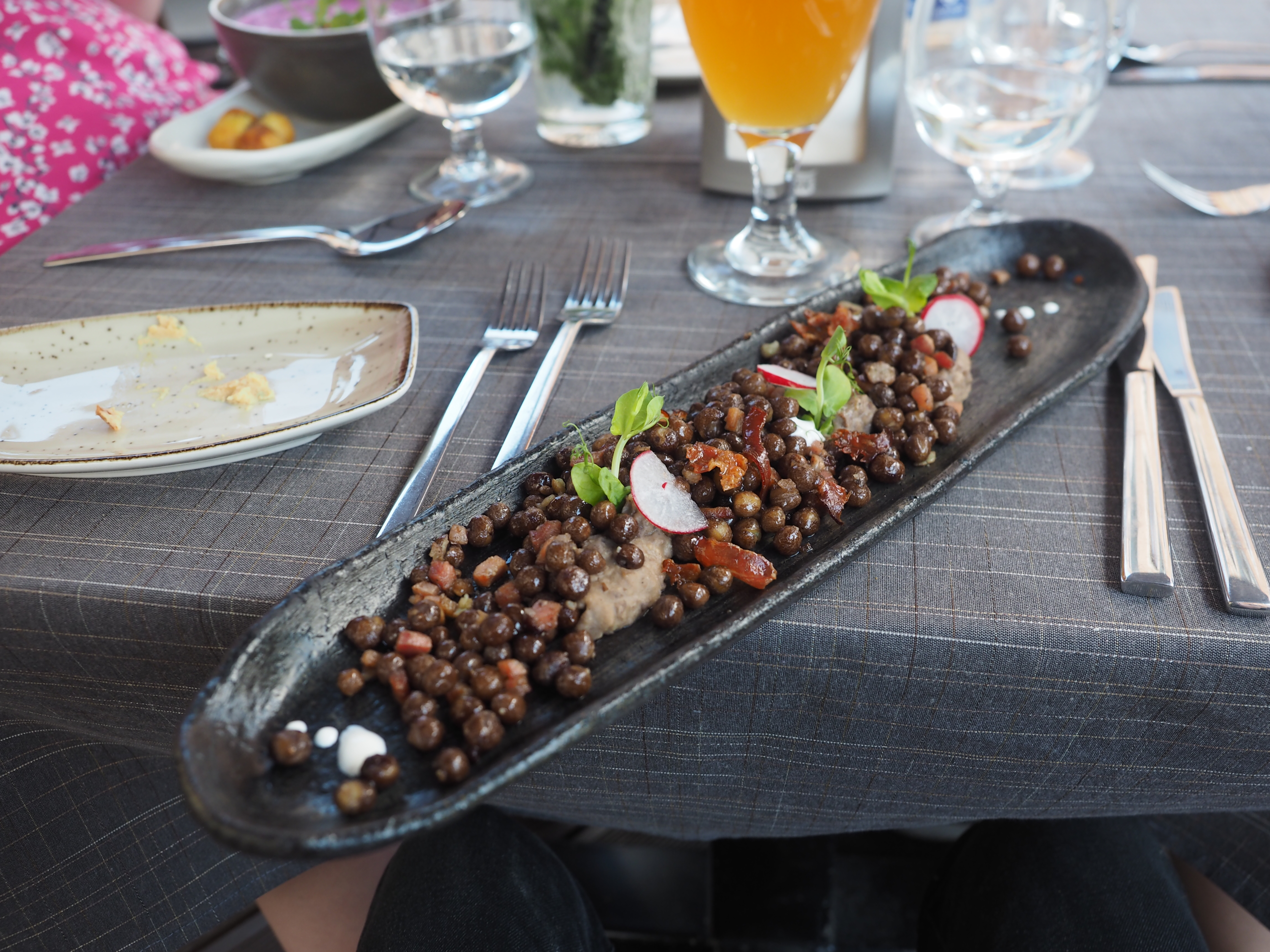
Šedý hrášek se slaninou
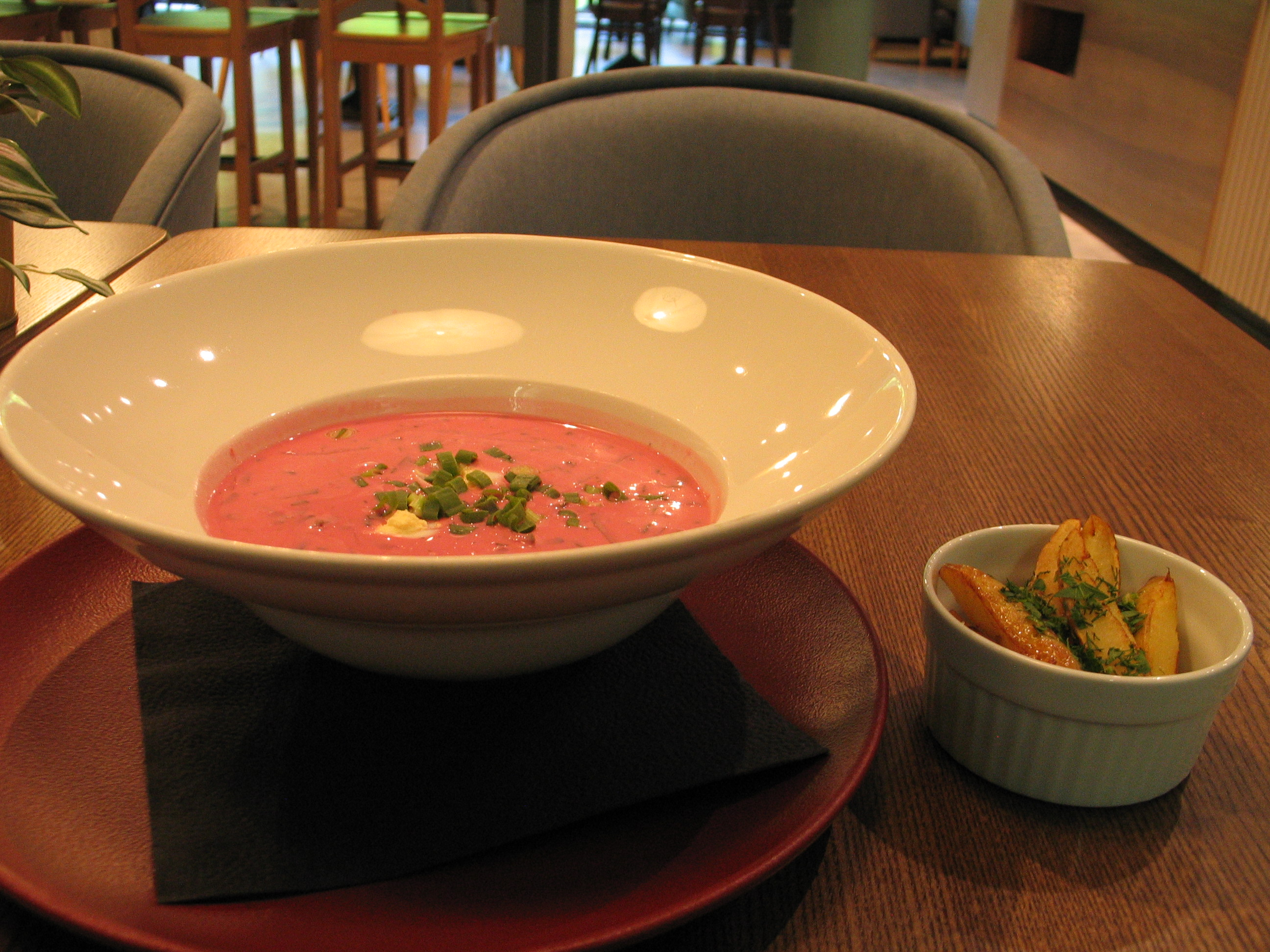
Studený boršč
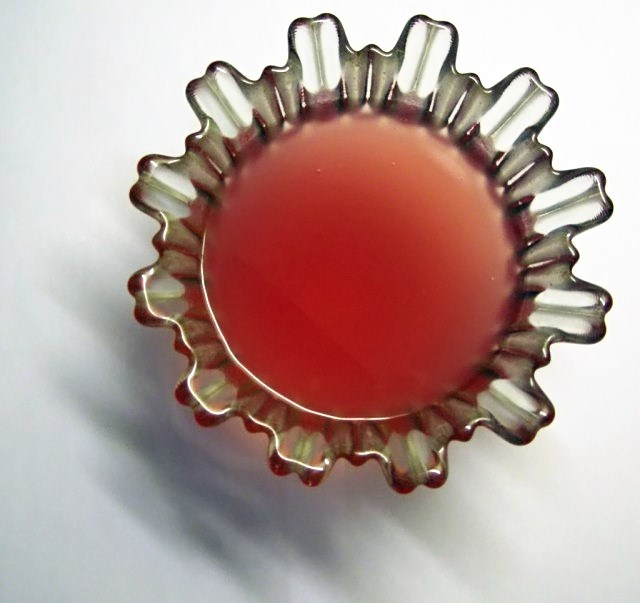
Kysel

## Pokrmy

### Polévky
- Vývary a nudlová polévka[1]
- Zeleninové polévky, z červené řepy (studený boršč), ruská soljanka, kapustová polévka
- Zelený boršč, polévky ze šťovíku nebo z kopřiv
- Maizes zupa, sladká polévka z žitného chleba s ovocem

### Hlavní jídla
- Pīrādziņi (pīrāgi), pirohy nejrůznějších tvarů z nekynutého těsta. Plněny nádivkou, od zelí, mletého masa, sýra, hub až po ovoce.
- Vepřové kotlety, ale i kotlety z dalších druhů masa, podávají se obvykle s bramborami.[2]
- Huspenina (aukstā gaļa), vepřové maso v aspiku
- Rasols, salát z mletého masa, sleďů, brambor, hrášku, mrkve a okurky se smetanou či majonézou.

- Šedý hrách se slaninou
- Zirņu pikas, kuličky z hrachu a slaniny
- Pelmeně, taštičky z těsta plněné masem a uvařené ve vodě
- Jánský sýr (Jāņu siers), sýr z kravského mléka s kmínem

### Sladká jídla
- Sklandrausis, národní sladký pokrm z žitného těsta s bramborovou a mrkvovou náplní
- Rupjmaizes kārtojums, dezert z tmavého žitného chleba se smetanou nebo šlehačkou a ovocem.
- Kysel (ķīselis), rosolovitý ovocný dezert z vody, cukru a lesních plodů zahuštěný bramborovým škrobem.
- Karašas, placky z ječné mouky
- Skābputra, kyselá kaše z ječných vloček našlehaných s mlékem
- Biezpiena sieriņš, sladká tvarohová tyčinka vyráběná nejčastěji pod značkami Kárums a Baltais.
- palačinky (plāceņi)

## Nápoje

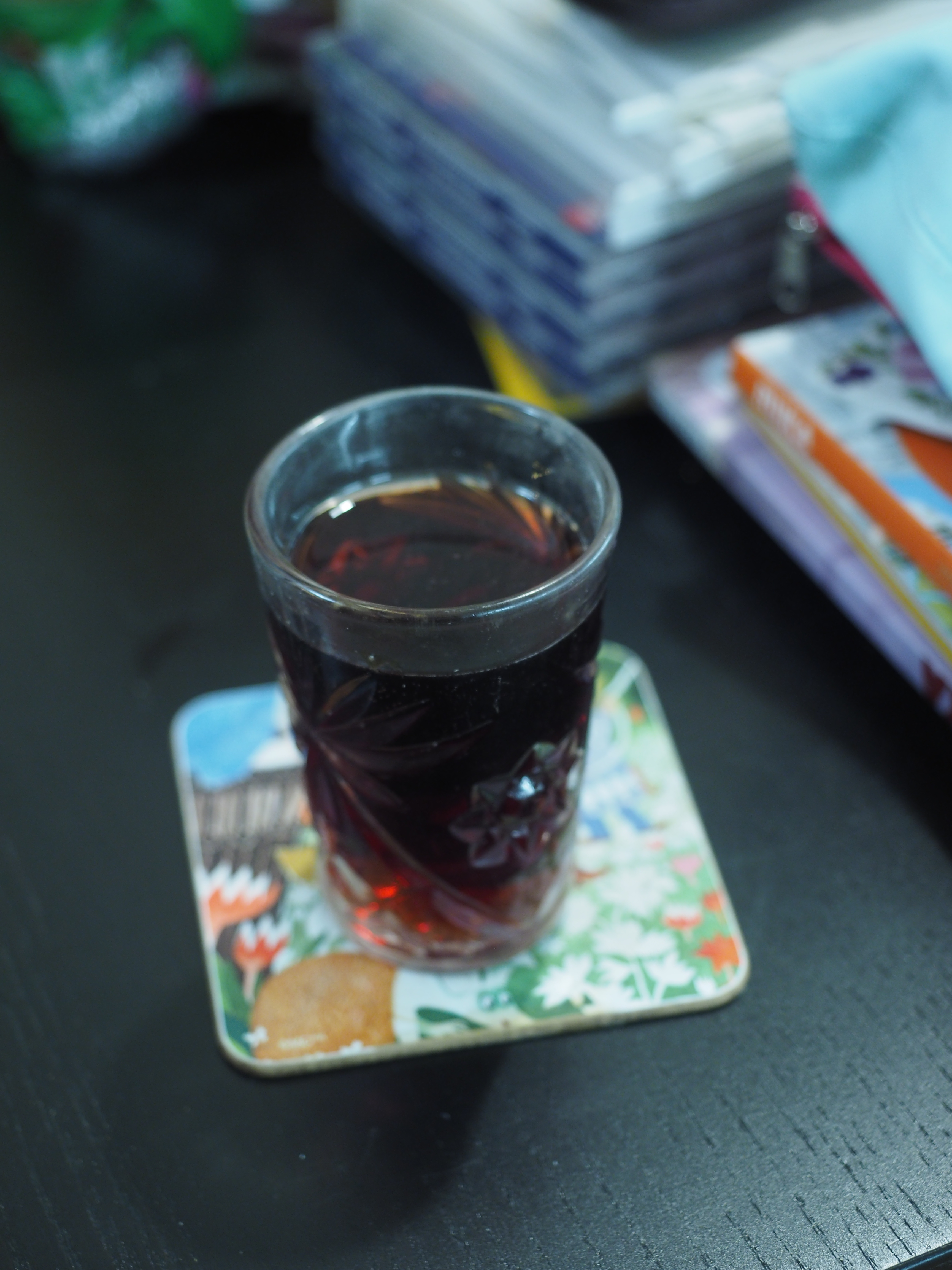
Rīgas Melnais balzams

- Pivo (alus), jednoznačně nejpopulárnější alkoholický nápoj.  Místní značky Aldaris nebo Cēsu.[2]
- Rīgas Melnais balzams, tradiční hořký alkoholický likér vyráběný z 24 druhů místních rostlin. Vyrábí se od roku 1752 a prodává v hliněných lahvích. Obvykle má 45 % alkoholu.

- Vodka, destilát vyráběný z obilí, obvykle obsahuje 40 % alkoholu.
- Kvas, nápoj vyráběný kvašením obilnin s mírným obsahem alkoholu (do 0,5 %).
- Březová šťáva, nápoj z ječmene uchovaný v březových bečkách. Někdy vykvašený.